# Isabel Rey
María Isabel Rey Castelló (Valencia, 22 de marzo de 1966) es una soprano española.

## Trayectoria
Isabel Rey comienza su formación musical a los seis años junto a Pepe Doménech Part, pasando a formar parte, dos años más tarde, del grupo Pequeños Cantores de Valencia. En el Conservatorio de su ciudad natal inicia los estudios de canto con Ana Luisa Chova, finalizándolos con el Premio Extraordinario de fin de Carrera. Amplía su formación con Tatiana Menotti y Juan Oncina, además de trabajar en clases magistrales con Alfredo Kraus, Montserrat Caballé, Renata Scotto e Ileana Cotrubas.
Tras ganar los Concursos Internacionales de Canto de Bilbao, Verviers, Toulouse, Barcelona, Juventudes musicales, Sabadell –entre otras competiciones-, Isabel Rey debutó en el papel titular de La Sonnambula (Bellini) en 1987; su debut internacional llega en 1988 con Les contes d’Hoffmann (Olympia) en la Ópera de Lieja (Bélgica), con cuya compañía realiza una gira por Rusia. Al año siguiente sube por primera vez al escenario de la Konzerthaus de Viena (Exsultate, Jubilate, Mozart), ciudad en la cual, al año siguiente, participa en la poco divulgada ópera del genio de Salzburgo Ascanio in Alba. Es entonces cuando se presenta en el Teatro de La Zarzuela de Madrid con Idomeneo (Ilia).
Su Susanna de Le nozze di Figaro (Mozart) en la Ópera de Ámsterdam de 1993, bajo la dirección de Nikolaus Harnoncourt, le mereció una gran acogida en los medios de comunicación destacándola como una de las “jóvenes estrellas de la escena operística internacional” y abriéndole las puertas de los principales teatros de Europa.
Rey fue reconocida por su técnica vocal y su sensibilidad como intérprete: es una de las pocas artistas españolas que ha tenido el honor de colaborar asiduamente con el Festival de Salzburgo y su carrera se distingue por una trayectoria que la ha llevado a debutar en las capitales más importantes del circuito operístico: Viena, Berlín, Nueva York, Londres, Ámsterdam, Washington, París, Roma, Madrid, Bruselas, Moscú, Tokio, etc. Dueña de un amplio repertorio que abarca desde Monteverdi a Stravinsky, ha interpretado en dos décadas más de 80 óperas diferentes.
Recientemente, ha incorporado papeles como los de Margherite de Faust, Antonia de Les contes d’Hoffmann, Die Gänsemagd de Die Königskinder (Humperdinck) y Amelia de Simón Boccanegra.
Isabel Rey combina su carrera de solista internacional con innumerables master class en diferentes países y conservatorios internacionales.
Isabel Rey posee una videografía en la que aparece interpretando algunos de sus más grandes éxitos junto a intérpretes de la talla de Plácido Domingo, Alfredo Kraus, Juan Pons, Jonas Kaufmann, Juan Diego Flórez, José Carreras, Leo Nucci
Es colaboradora de la Fundación José Carreras para la lucha contra la leucemia, Patrona de la Fundación Clarós contra la sordera profunda y Madrina de la Asociación San Juan.

## Repertorio
- Vincenzo Bellini
  - I Capuletti e i Montecchi (Giulietta)
- Georges Bizet
  - Les Pêcheurs de Perles (Leila)
  - Carmen (Micaela)
- Claude Debussy
  - Pélleas et Mélisande (Mélisande)
- Gaetano Donizetti
  - Don Pasquale (Norina)
  - L’elisir d’amore (Adina)
- Christoph Willibald Gluck
  - Orfeo ed Euridice (Euridice)
- Humperdink E.
  - Die Königskinder (Gänsemagd)
- Charles Gounod
  - Roméo et Juliette (Juliette)
  - Faust (Margherite)
- Jules Massenet
  - Manon	(Manon)
- Wolfgang Amadeus Mozart
  - Le Nozze di Figaro (Contessa)
  - Cosí fan tutte (Fiordiligi)
  - Don Giovanni (Donna Anna)
  - Idomeneo (Ilia)
  - Die Zauberflöte (Pamina)
- Jacques Offenbach
  - Les Contes d’Hoffmann (Antonia)
- Francis Poulenc
  - Dialogues de Carmélites (Blanche)
- Giacomo Puccini
  - La Bohème (Musetta)
  - Turandot (Liù)
- Gioachino Rossini
  - Il Barbiere di Siviglia El barbero de Sevilla (Rossini) (Rosina)
  - Guglielmo Tell (Matilde)
- Igor Stravinski
  - The Rake’s Progress El progreso del libertino (Anne Truelove)
- Giuseppe Verdi
  - Rigoletto (Gilda)
  - Simone Boccanegra (Amelia)
  - Traviata (Violetta)
  - Luisa Miller (Luisa)

## Discografía

### CD
- Händel, Semele, Director: Christie, Rey, Bartoli, Workman (DECCA 2009)
- Donizetti, Don Pasquale, Director: Santi, Rey, Flórez, Raimondi (DECCA 2009)
- Mozart, La finta giardinera, Director: Harnoncourt, Mei, Rey, Schaschina (TKD 2008)
- Boccherini, Stabat Mater, Director: Frizza, Rey, Barcellona (DECCA 2007)
- Debussy, Pelléas y Mélisande, Director: Welser-Möst, Rey, Gilfry, Volle, Kalish (TKD 2006)
- Purcell, King Arthur, Director: Harnoncourt, Isabel Rey, Bonney, Remmert, (Salzburg Festival 2005)
- Fernández Caballero, El dúo de la africana, Director: López Cobos, Rey, Rodríguez, Orozco , (Deutsche Grammophon 2004).
- Mozart, Le nozze di Figaro, Director: Harnoncourt, Gilfry, Mei, Rey, Chausson (TKD 2009).
- Varios, Arias y dúos de ópera, Director: Bragado, Rey, Gavanelli (RTVE).
- Monteverdi, Il ritorno d'Ullisse in Patria, Director: Harnoncourt, Rey, Kasarova, Henschel (ARTHAUS 2002).
- Mozart, Don Giovanni, Director: Harnoncourt, Rey, Gilfry, Polgar, Bartoli (ARTHAUS 2001).
- Varios, Las Damas del Canto, Rey, De los Ángeles, Berganza, Scotto, Caballé, Bayo, Arteta (RTVE Música 2001).
- César Cano, Te Deum, Director: Galduf, Rey, Mentxaca, Cid (Petagas S.A. 2001).
- Varios, Canciones para la Navidad, Piano: Zabala, Isabel Rey (Discmedi 1999).
- Varios, Natsu no Omoide, Guitarra: Suzuki, Isabel Rey (Discmedi 1999)
- Mozart, Le nozze di Figaro, Director: Harnoncourt, Rey, Hampson, Margiono, Bonney (Teldec 1994)
- Varios, The Passion of Spain, Rey y Carreras (Teldec 1993)
- Varios, Gala Lírica, Rey, Caballé, De los Ángeles, Carreras, González y Pons (RTVE 1992).